# Askungen

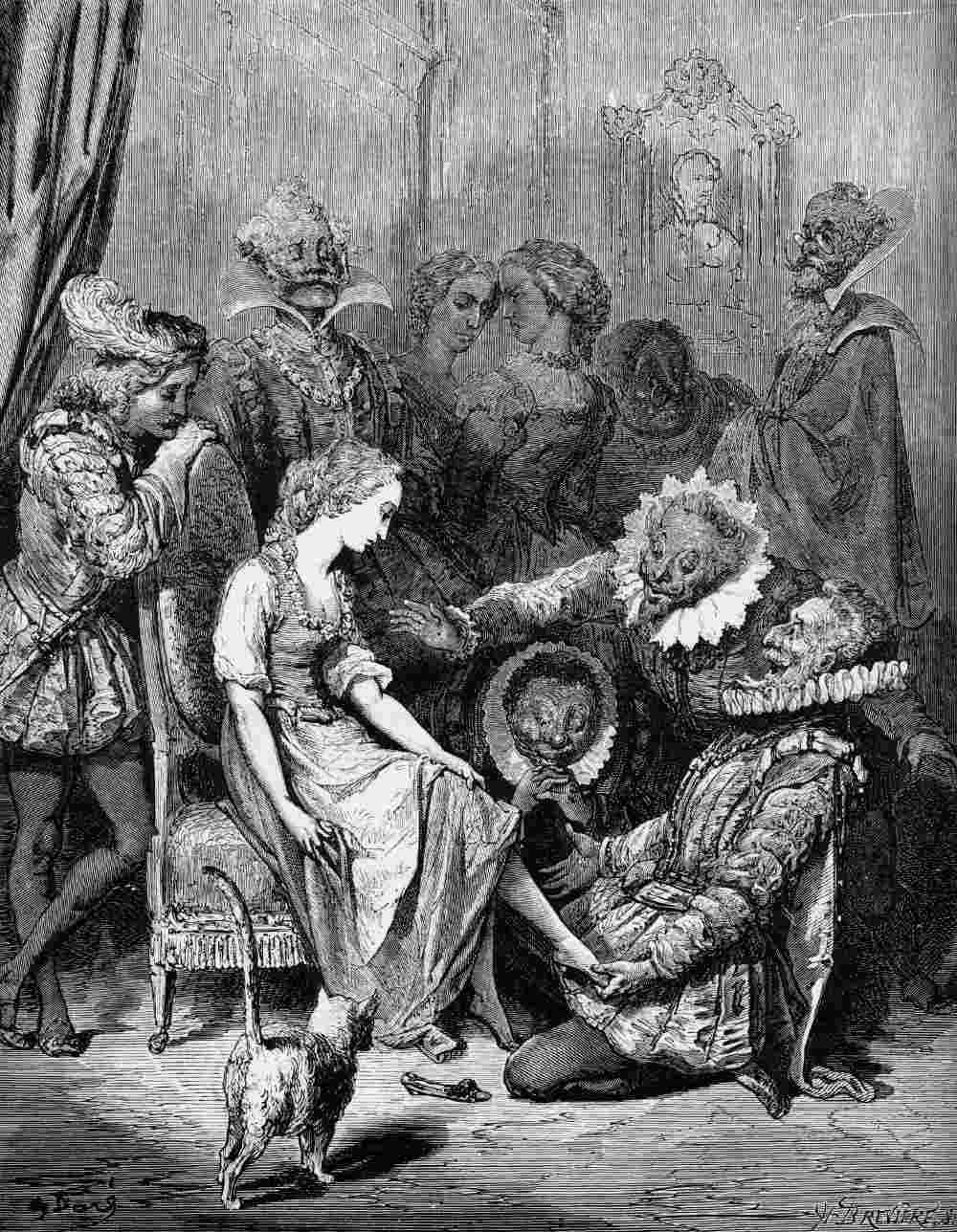
Askungen provar skon. Etsning av Gustave Doré.

Askungen (franska: Cendrillon, av cendre, 'aska') är hjältinnan i en mycket spridd folksaga om en ung flicka, som behandlas hårt av sin styvmor och sina högfärdiga styvsystrar, och tvingas arbeta som piga för dessa. Hon förvisas till köket, men vinner slutligen genom skönhet och dygd samt vissa inslag av trolldom en kungasons kärlek.

## Bakgrund
Motivet för sagan återfinns så tidigt som under det första århundradet före Kristus, i en berättelse av greken Strabon. Där heter flickan Rhodopis och lever i farao Amasis Egypten. En snarlik saga finns också i en berättelse av kinesen Tuan Cheng-Shih från 800-talet e.Kr. Gemensamt för dem är en märkvärdig sko eller sandal som hamnar hos kungen, faraon eller kejsaren, varpå denne börjar leta efter skons ägare. En berömd antik askungsaga är Claudius Aelianus (född 175 e.Kr.) berättelse om Aspasia från Fokaia som var konkubin åt den persiske storkungen Artaxerxes II. 
I äldre nordiska folksagevarianter är askungen oftast istället en pojke och kallas askeladden, askepjäsken, askefisen eller askepåten. De här varianterna har ofta ett dråpligare motiv. Askepåten överträffar oftast med list sina styvbröder. Askepåtsvarianter av sagan finns utgivna av bland annat Nils Gabriel Djurklou. Askepåten förekommer även i rena skämthistorier, där han spelar en roll som senare tas över av Bellman.
En känd bearbetning har gjorts av Charles Perrault i Gåsmors sagor eller Contes de ma mère l'oie (1697) och den finns även medtagen i Bröderna Grimms sagor. Sagan har flera gånger blivit dramatiskt behandlad, bland annat av Charles Guillaume Étienne (Cendrillon, med musik av Niccolò Isouard; på svenska 1811), av Gioacchino Rossini (La Cenerentola), av Émile Augier (Philiberte) 1853 och av August von Platen-Hallermünde (Der gläserne Pantoffel).
I Perraults version av sagan är skon gjord av glas. Glasskon användes i Disneys tecknade film Askungen.

## Ordetaskunge
Ordet askunge har kommit att beteckna en av kamrater eller i familjen mobbad flicka.

## Filmatiseringar i urval
Under årtionden har hundratals filmer gjorts som antingen är direkta adaptioner på berättelsen om Askungen eller är löst baserade på historien.
- Cinderella (1899), den första filmversionen, producerad i Frankrike av Georges Méliès, som "Cendrillon".
- Cinderella (1911), stumfilmsversion med Florence La Badie som Askungen
- Cinderella (1914), stumfilm med Mary Pickford som Askungen
- Poor Cinderella (1934), Fleischer Studios animerade film i färg, med Betty Boop
- First Love (1939), filmmusikal i moderniserad version med Deanna Durbin och Robert Stack
- Askungen (film, 1947) – sovjetisk film (ryska: Золушка: Zolusjka) från 1947
- Askungen (1950) animerad film av Walt Disney, en av de mest välkända filmatiseringarna
- The Glass Slipper (1955), film med Leslie Caron och Michael Wilding
- Cinderella (1957), en musikalversion av Rodgers och Hammerstein, med Julie Andrews som Askungen, Jon Cypher som prinsen  och Edie Adams som Gudmodern (sändes ursprungligen i färg, men finns endast kvar i en svartvit kopia)
- Cinderella (1965), Rodgers och Hammersteins musikalversion producerad för TV i färg, med Lesley Ann Warren som Askungen, Stuart Damon som Prinsen, samt med Ginger Rogers, Walter Pidgeon och Celeste Holm
- "Tre nötter till Askepot" (1973), tjeckisk film som visas i Norge varje Julafton.
- The Slipper and the Rose (1976), brittisk filmmusikal med Gemma Craven och Richard Chamberlain
- Askungen i Paris (1990), film om en modern Askungen i Paris, med Jennifer Grey och Rob Lowe
- Askungen (1997) Rodgers och Hammersteins musikal med Brandy Norwood som Askungen, Whitney Houston som Gudmodern, Bernadette Peters som styvmodern, samt med Jason Alexander och Whoopi Goldberg. Remake av TV-filmerna från 1957 och 1965.
- För evigt (1998) med Drew Barrymore i huvudrollen, en post-feministisk, historisk fiktionsvariant av sagan om Askungen
- En askungesaga (2004) en moderniserad version med Hilary Duff och Chad Michael Murray
- Another Cinderella Story (2008) en moderniserad version med Selena Gomez och Drew Seeley
- Berättelsen om Askungen (2015) spelfilm med Lily James som Askungen, Cate Blanchett som Lady Tremaine och Helena Bonham Carter som Gudmodern. I stort sett en spelfilms remake på Disneys animerade film från 1950.

### Fotnoter
1. ↑  ”Askungen”. Disneyania. 19 mars 1950. http://www.d-zine.se/filmer/askungen.htm. Läst 20 augusti 2016.
2. ↑  Grauls, Marcel; Swahn, Jan-Öjvind; Hyllienmark, Olov (2002). Bintje och Kalasjnikov : personerna bakom orden  : en uppslagsbok ([Ny utg.]). Bromma: Ordalaget. sid. 25. Libris 8418652. ISBN 9189086376